# Jej
Jej (ros. Ей) – wieś (dieriewnia) w Rosji, w obwodzie irkuckim, w Ust-Ordyńsko-Buriackim Okręgu Autonomicznym, w rejonie nukuckim. W 2021 liczyła 162 mieszkańców.